# Médersa d'Elči Ibrahim-pacha
La médersa d'Elči Ibrahim-pacha est située en Bosnie-Herzégovine, sur le territoire de la ville de Travnik et dans la municipalité de Travnik. Fondée en 1705, elle est inscrite sur la liste provisoire des monuments nationaux de Bosnie-Herzégovine.
Une médersa est un établissement d'enseignement.